# Glen David Gold
Pour les articles homonymes, voir Gold.
Œuvres principales
- Carter contre le diable

Glen David Gold, né le 29 mars 1964, est un écrivain américain.

## Biographie
Il est l'époux d’Alice Sebold et vit à San Francisco.

## Œuvre traduite en français
- Carter contre le diable [« Carter beats the devil »], trad. d’Olivier de Broca, Neuilly-sur-Seine, France, Éditions Michel Lafon, 2002, 548 p.  (ISBN 2-84098-862-3)[1],[2] - rééd. Super 8, 2014  (ISBN 978-2-37056-010-0)